# 撕裂贝母兰
撕裂贝母兰（学名：Coelogyne sanderae）为兰科贝母兰属下的一个种。

## 扩展阅读
- 维基共享资源上的相關多媒體資源：撕裂贝母兰